# Wijmelbroek

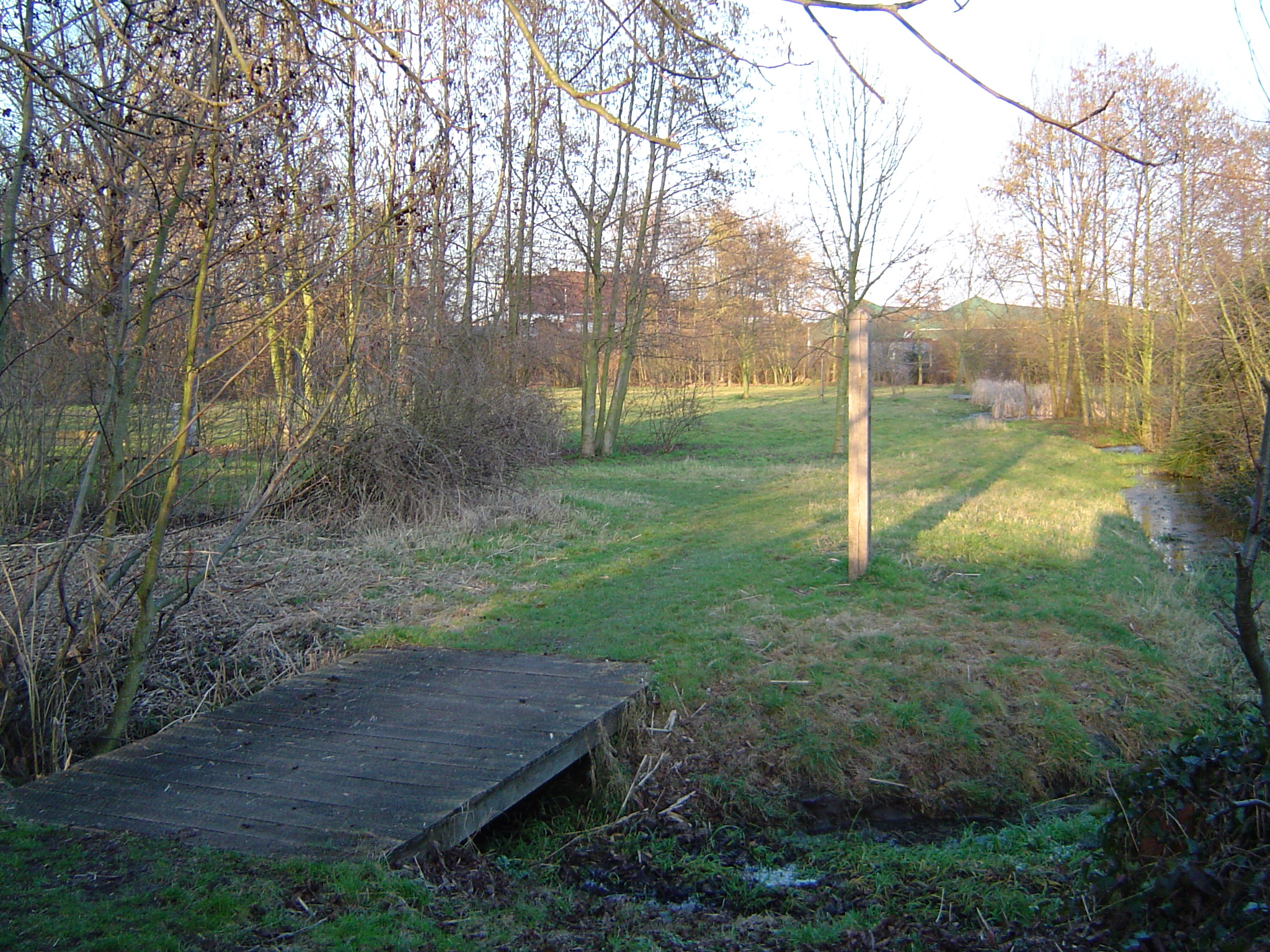
Natuurpark Wijmelbroek, gezien vanaf de toegang in de Pieter Jan Renierstraat

Natuurgebied Wijmelbroek is gelegen in de Vlaamse gemeente Deerlijk tussen de Vichtesteenweg, de Pontstraat en de Pieter Jan Renierstraat. De oppervlakte bedraagt 3,7 hectare. 
Op het gewestplan ligt het terrein in een woongebied; in het BPA nr. 11 Deerlijk-Oosthoek is het terug te vinden als "groene zone-park". Het geheel werd ingericht voor stille recreatie (wandelaars).
Natuurpunt, de gemeente Deerlijk en een sociale werkplaats staan in voor het beheer van het gebied.
Oorspronkelijk waren hier vochtige weilanden of broeken. Restanten van oude drainagesloten tonen aan dat het gebied voorheen nog natter moet zijn geweest. De Wijmelbeek ontspringt hier, waarlangs veel wilgentwijgen of "wijmen" te vinden waren, vandaar de benamingen Wijmelbeek en het latere Wijmelbroek. In de jaren 1930 was aan de beboste noordzijde van het terrein een recreatieoord, 't Vijverpark.
In 1998 volgde de inrichting tot natuurgebied. Doelstelling hierbij was de natuur zich opnieuw te laten ontwikkelen. Er werd gekozen voor de aanleg van weides, sloten, houtwallen en een boomgaard met oude fruitsoorten. Rond de weides kwamen meidoornhagen en langs de sloten knotwilgen.
De fauna diende zich vanzelf te vormen, maar men ging ervan uit al snel weidevogels zoals graspieper en kievit aan te treffen, naast steenuil en torenvalk. Ook zoogdieren zoals de egel en de hermelijn werden verwacht.
Fauna en flora ontwikkelden zich heel snel. Bij de officiële opening in mei 1999 werd er bv. een schrijvertje opgemerkt. Deze kleine kever werd eertijds beschreven door Guido Gezelle en komt nu in België bijna niet meer voor. Ook bepaalde soorten libellen waren (en zijn momenteel nog) terug te vinden.
Voorbeelden van planten die in het natuurpark voorkomen, zijn de echte koekoeksbloem en de pinksterbloem.
In 2011 werd in het natuurgebied een ecologisch waterbufferbekken aangelegd voor de Pontstraat. Door de toevoeging van dit perceel van 0,2 hectare groeide Wijmelbroek tot 3,7 hectare. 